# El Rasillo de Cameros
El Rasillo de Cameros è un comune spagnolo di 116 abitanti situato nella comunità autonoma di La Rioja.